# Rákoscsaba-Újtelep
Rákoscsaba-Újtelep Budapest városrésze a XVII. kerületben.

## Fekvése
| 1. Régiakadémiatelep 2. Rákoskeresztúr 3. Madárdomb 4. Akadémiaújtelep 5. Rákosliget | 6. Rákoscsaba-Újtelep 7. Rákoscsaba 8. Rákoskert 9. Rákoshegy |

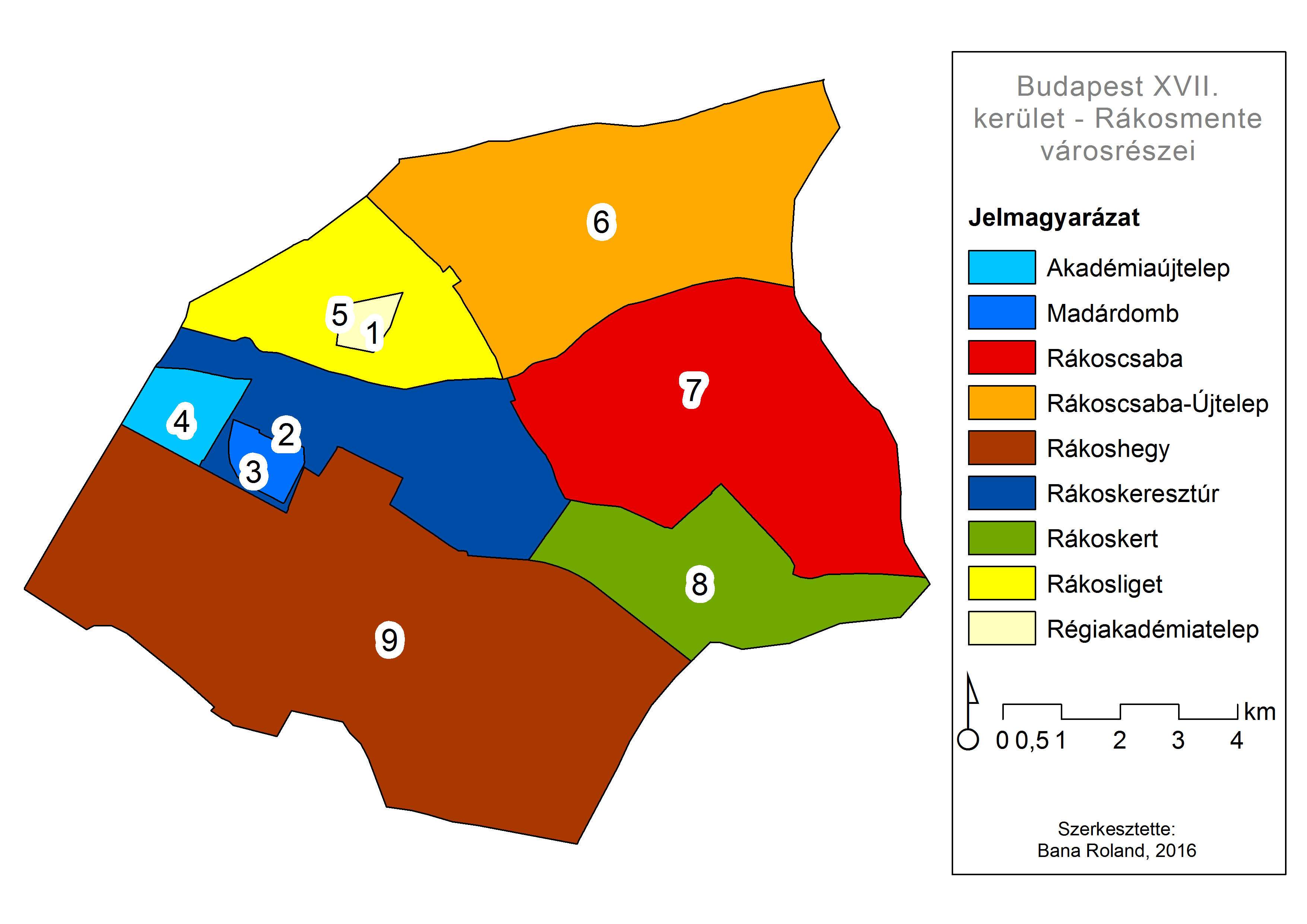
Budapest XVII. kerület - Rákosmente városrészei

Rákoscsaba-Újtelep a XVII. kerület északkeleti részét foglalja el.
Területe a 94/2012. (XII. 27.) Főv. Kgy. rendelet 94/2012. (XII. 27.) Főv. Kgy. rendelet alapján:
„A XVI. és XVII. kerület közigazgatási határa az Ároktő út északnak meghosszabbított vonalától – a főváros határa – Rákos–patak – Gázló köz – Ároktő út – Jászladány utca – Ősagárd utca – Ananász utca – Ároktő út és északnak meghosszabbított vonala a XVI. és XVII. kerület közigazgatási határig.”

## Megközelítése

### Gépjárművel
A városrészt az Örs vezér teréről a Kerepesi út (később Veres Péter út néven)-Bökényföldi út-Cinkotai útvonalon, avagy a másik irányból a kerületközpont felől a Ferihegyi úton, illetve Nagytarcsa felől a Tarcsai úton lehet megközelíteni. A kerületrész fontosabb utcái a Szent Imre herceg útja, a Diadal út, a Naplás út, az Ananász utca és a Tarcsai út.

### Tömegközlekedéssel
A kerületrész tömegközlekedéssel buszon, illetve vasúton érhető el. A BKV hat járatot üzemeltet, melyeknek mind itt van a végállomása. A legnépszerűbb járat a 276E, ami az M2-es metróvonalhoz biztosít közvetlen kapcsolatot, mivel a másik végállomása az Örs vezér tere metróállomásnál van. Ezt hétköznap a reggeli és délutáni csúcsforgalomban kiegészíti a 176E, ami csak a XVII. kerületben jár a 276E-től eltérő útvonalon.
Kőbánya-Kispest felől a 98-as busz biztosít közvetlen kapcsolatot a M3-as metróvonalhoz. A XVIII. kerület felől a 198-as busz közlekedik errefelé. Éjszaka egy járat szolgálja ki a térséget, a 998-as busz, ami Rákoskeresztúr, városközpont felől tesz meg egy kört Rákosligeten és Rákoscsaba-Újtelepen, mielőtt a Cinkotai autóbuszgarázst érintve vissza nem tér Rákoskeresztúrra.
2014 októberében két újabb buszjárattal gazdagodott a városrész, ugyanis elindult a 297-es busz, amely Rákoscsaba-Újtelep vasútállomás és Nyeremény utca, valamint a 298-as busz, ami Rákoscsaba vasútállomás és Zimonyi utca között szállítja az utasokat. Mindkét vonalat a Budapesti Közlekedési Zrt. üzemelteti. A járatokon mikrobuszok közlekednek, 6 és 9 óra, valamint 14 és 19 óra között fix menetrenddel, egyéb időszakban telebusz rendszerben, csak igény esetén.2024 februárjában elindult a 275 telebusz vonal ami Piski utca-a Bártfai utcán át Rákoscsaba Vasútállomásig közlekedik.
A XVII. kerületben található 5 működő vasútállomás közül kettő ebben a városrészben van. Rákoscsaba és Rákoscsaba-Újtelep megállóhely a Budapest–Sátoraljaújhely-vasútvonalon található. Az itt megálló vonatok ütemes menetrend szerint hétköznap reggeltől estig félóránként, míg hajnalban és késő este, éjjel, valamint hétvégén és ünnepnapokon pedig óránként követik egymást. Ezek Budapesten a Keleti pályaudvarról indulnak, illetve oda is érkeznek.

## Nevének eredete
Az 1900-as évek elejétől Rákoscsabának Rákoskeresztúr felé terjeszkedő részét nevezték így. (Ezt őrzi a Szabadság sugárúti katolikus templom neve is: Rákoscsaba-Újtelepi Árpád-házi Szent Erzsébet-plébániatemplom, mely a mai értelemben nem Rákoscsaba-Újtelepen található.)

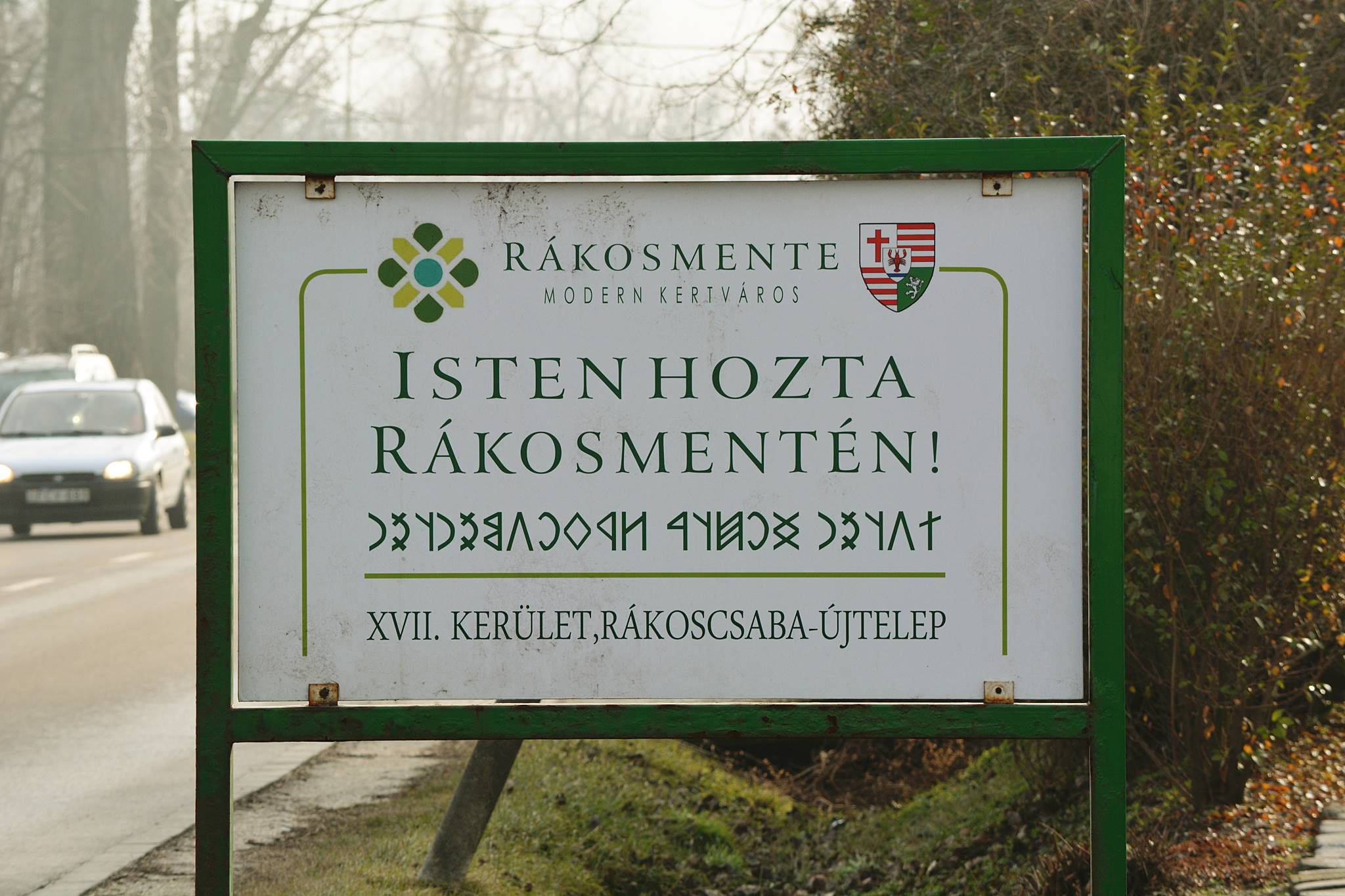
Rákoscsaba-Újtelep határát jelző tábla napjainkban.

„Az önkormányzatisággal elnyert nagyobb önállóság és a városrészi sajátosságok, érdekek elkülönülése, szabad képviselete vetette fel, hogy nevet kellene adni ennek a területnek. Rákosliget, Rákoscsaba – amelyek mellett a terület kialakult – már foglalt nevek voltak, és a tapasztalat is megmutatta, hogy az ott, szerencsére még élő tradíciók a hagyományos települést fogják át, ugyanakkor az ott élő emberek már nem érzik magukénak az újabb, távoli telepeket. Új nevet kellett tehát találni, mégpedig egyetlen, egységes és természetes nevet. Így esett, hogy a történelmi hagyománytól némileg elrugaszkodva, a Vangel-és Bolza-telep területeket (mai nevén Rákoscsaba-Újtelep) emelte városrészi rangra a kerületi Önkormányzat kezdeményezésére a fővárosi rendelet módosítása. Tehát e városrész születése és elnevezése valójában a jelenlegi településszerkezeti logika alapján jött létre, tulajdonképpen egy korábban másutt kialakult településrész nevét felvéve.” (Révész Szilárd cikke, Rákoscsaba-Újtelepi Krónika, 1998/2.)
Sokan már korábban is Rákoscsaba-Újtelepnek nevezték a települést, amint azt az 1974. és 1981. évi budapesti utcajegyzék is tanúsítja, hivatalosan azonban a XVII. kerületi Tanács 1990. február 20-i ülésén tárgyalt, kerületi városrész-elnevezések rehabilitációjára vonatkozó javaslata alapján a Fővárosi Tanács 1990. április 10-ei döntésével nevezték el Rákoscsaba-Újtelepnek, és emelték a XVII. kerület városrészei közé. A február 20-i ülés 12/1990. számú határozata megállapította Újtelep határait: „Rákoscsaba-Újtelep elnevezést kapjon: a XVI. és XVII. kerület határa a Micsurin (ma Naplás) úttól – a főváros határa – a MÁV péceli vonala – az Ároktő utca – Inda utca – Micsurin út a XVI. és XVII. kerület határáig.”

## Története
Rákoscsaba-Újtelep területe helyi földbirtokosok tulajdonában volt. Az utolsó földbirtokos, gróf Zichy Domonkosné (született gróf Bolza Marietta) anyai ágon örökölte ezt a birtokot, melyet házhelyekké parcelláztatott és eladott. A birtokot két dűlő: a Kavicsos-dűlő és az Anglia-dűlő alkotta.
A Kavicsos-dűlő, mint az a nevéből is következik, homokos, kavicsos terület; az ős-Duna hagyta itt a kavics- és homokteraszt. Szánthó Géza leírásából megtudjuk, hogy bár termőképesség szempontjából ez volt a határ leggyengébb része, a nagybérlők és tisztviselők bérlői rozst, burgonyát és dinnyét termeltek itt. Megtudjuk azt is, hogy a báró Laffert-féle Alsóréti-dűlőtől nem volt névleg elkülönítve, és 1912 tájékán (Szánthó Géza ekkor írta könyvét Rákoscsabáról) összevonva Kavicsos alsóréti-dűlő néven emlegették e területet az emberek.

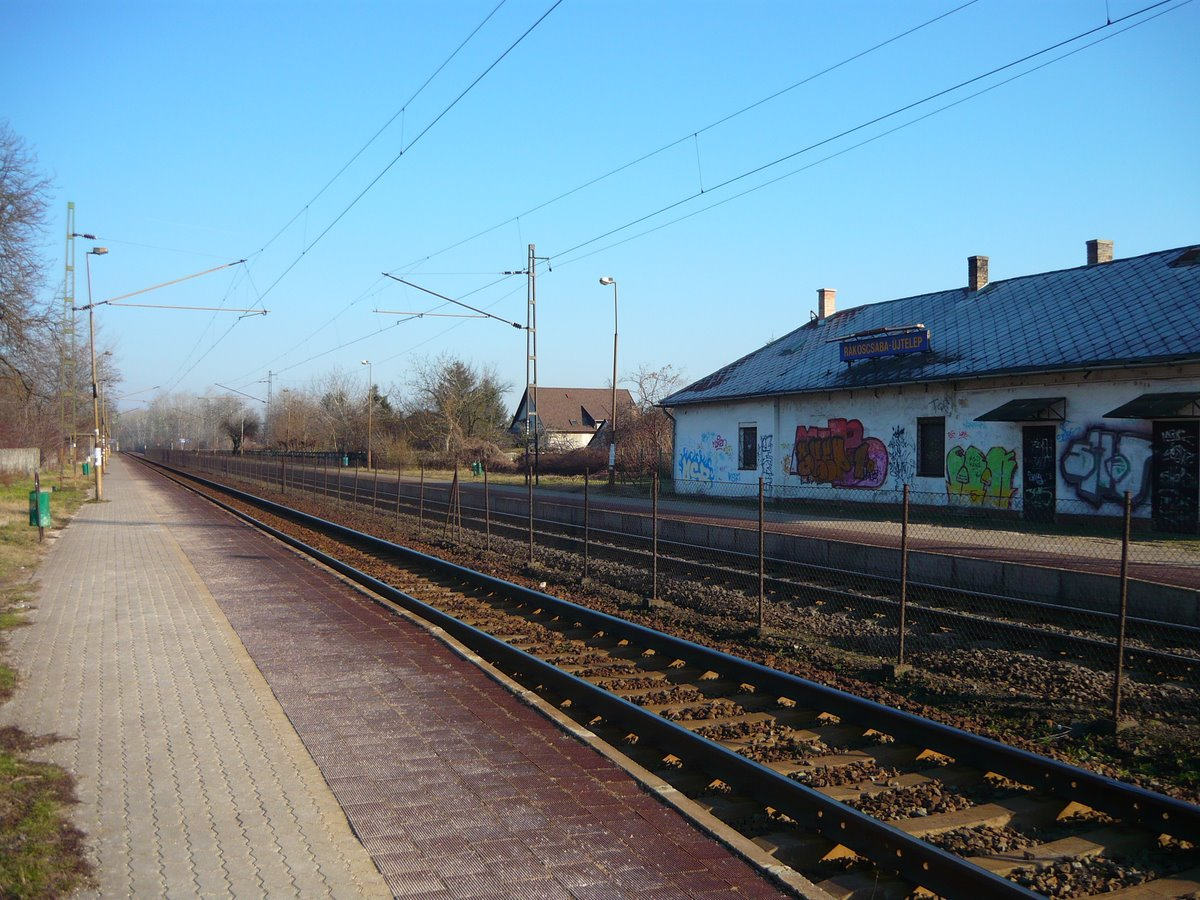
Rákoscsaba-Újtelep vasúti megállóhely

Az Anglia-dűlő neve állítólag onnan ered, mikor még a báró Laffert család egy ideig kitűnő angol telivéreket tenyésztett ezen a területen. A dűlő talaja sárga és fekete homok. A tiszta búza kivételével minden más kalászos gabonát, de főleg kukoricát és burgonyát lehetett itt sikerrel termeszteni.
A Rákoscsaba határában lévő birtokot először a gróf Teleki Pál kormányának földművelésügyi minisztere, Nagyatádi Szabó István által kidolgozott, és 1920. november 13-án elfogadott földreform alapján parcellázták fel. Erről Rákoscsaba Község Képviselőtestülete 1922. január 7-én döntött.
A parcellázások 1925. február végén, március elején kezdődtek. Ezen földbirtokrendezési eljárás során 373 házhelyet osztottak ki a Bolza-telepen, ezen kívül házhelyvásárlások is történtek a mai Ároktő, Diadal, Bártfai és Szent Imre herceg út között. A parcellázás 1929 után folytatódott a Bolza-teleptől északra és keletre. (Ezeket a területeket a lakosság Vangel I. és Vangel II.-telepeknek nevezte az ügyintézést vezető dr. Vangel Gyula ügyvéd után). A parcellázás folyamatosan tartott az 1940-es évekig. 1945 áprilisában (a március 17-én elrendelt földosztás alapján) a Bolza-birtok még eladatlan parcelláiból 317 házhelyet osztott ki a Rákoscsabán, április 5-én megalakult tíztagú Földigénylő Bizottság. Ezután a grófnőt több ízben is teljes vagyonelkobzásra ítélték, azonban még az 1970-es években is eladott egy-egy telket.

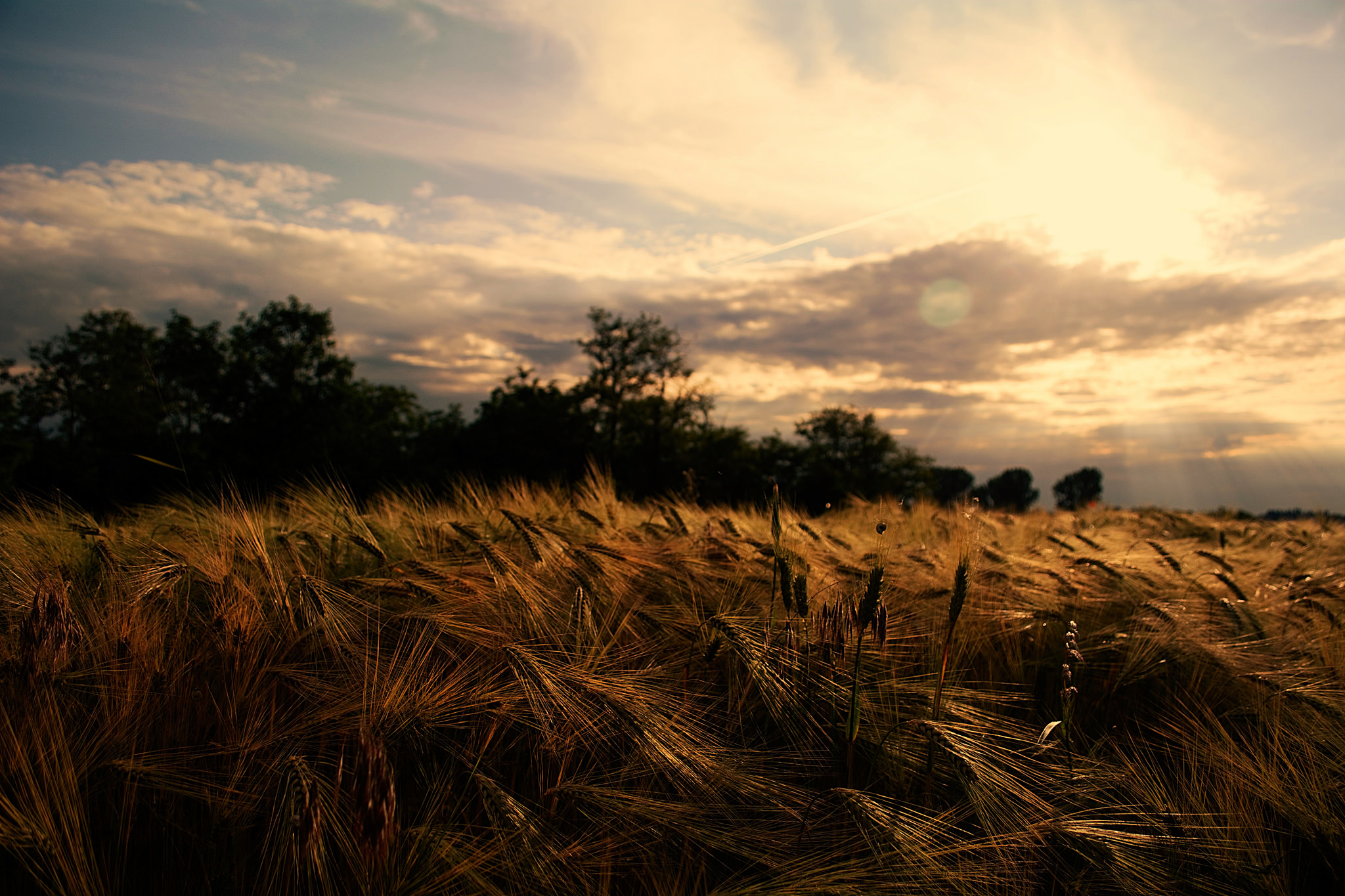
Árpaföld Rákoscsaba-Újtelep határában

A Bolza-birtok 1925-ben felparcellázott része hamar benépesült. Szánthó Géza 1926-ban már Bolza-telepként említette ezt a területet. Ebben az évben a képviselő-testület utasította a községi elöljáróságot, hogy intézzen felhívást a Phöbus Villanyvilágítási Rt.-hez az utcai világítás kiterjesztésére a Bolza-telepen is. 1930 májusában üzembe helyezték a közvilágítási lámpákat. A lakók azonban nem sokáig örülhettek a közvilágításnak, mert 1931-ben leszereltek 10 darab lámpát, és a község más területein állították fel őket. 1932-ben a Bolza-telepi lakosság engedélyt kapott arra, hogy minden hét csütörtöki napján heti vásárt tartson. 1933-ban a lakosok kérelmet nyújtottak be a képviselő-testülethez egy állami elemi népiskola létesítésére, a testület azonban úgy határozott, hogy a kérelem teljesítését függőben tartja addig, míg a telep jobban beépül, és a község anyagi helyzete is megengedi újabb iskolai terhek vállalását. Ezután ebben az ügyben 1947 májusáig nem történt semmiféle előrelépés, pedig egy 1935-ös adat szerint a Bolza-telepen ekkor már több mint 500 ház állt és lakosainak száma 2000 körül volt.

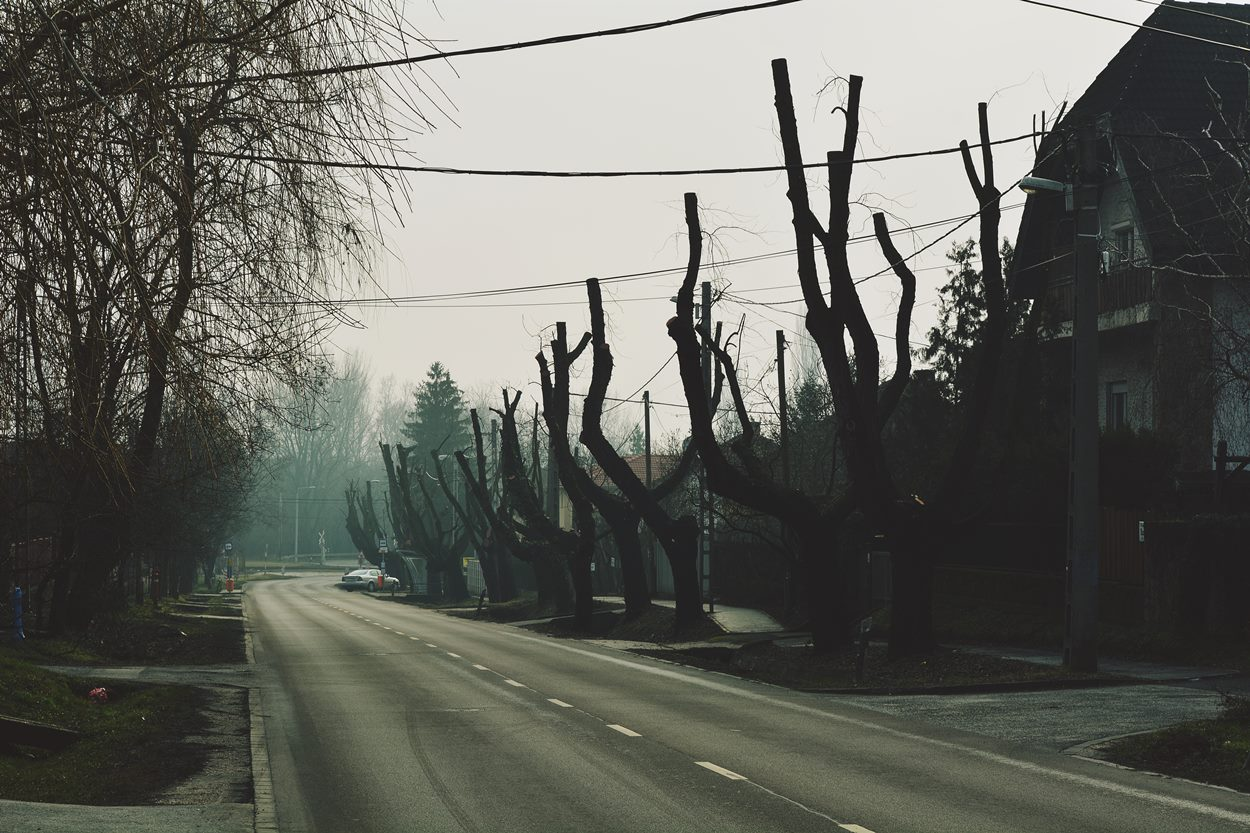
Tarcsai út

Ez időre a Vangel-telep is annyira benépesült, hogy a képviselő-testület a telepen „megfelelő számú” közvilágítási lámpa felállítását rendelte el. 1936 júliusában a Rákosligeti Vízmű Szövetkezet engedélyt kapott, hogy a Bolza-telepen kibővítse a vízműhálózatot 400 folyóméter hosszúságban. 1940 augusztusában a képviselő-testület kimondta, hogy a gróf Zichy Domonkosné által temető céljaira átengedett 1 katasztrális hold 1083 négyszögöl területen köztemetőt létesít. Ezt sürgős feladatnak tartotta, mivel a Vangel-telepen ekkor már 5-6000 épület állt, és lakosai kénytelenek voltak halottaikat a szomszédos rákosligeti temetőbe, vagy a község másik végében, 4 kilométerre lévő temetőbe temetni. Egy hónappal később összeírták a rákoscsabai iparosokat és kereskedőket. Címük alapján megállapítható, hogy a Bolza- és Vangel-telepen 65 iparos és kereskedő lakott ebben az évben. Egy meghívóból pedig kiderült, hogy 1945-ben a 65 rákoscsabai képviselő-testületi tagból 16-an laktak a Bolza- és Vangel-telepen.
1947 májusában végre napirendre került a Bolza-és Vangel-telep központjában építendő iskola kérdése is. Mivel a községnek nem volt pénze az építkezésre, ezért a községi elöljáróság kérelemmel fordult a Vallás-és Közoktatásügyi Minisztériumhoz, valamint a Gazdasági Főtanácshoz állami segély kiutalása iránt. Tíz nappal később a képviselő-testület 3 közkút felállításáról döntött, mivel a községben nagy volt a vízhiány. A 3 közkút közül egyet a Bolza-telepen szándékoztak felállítani.

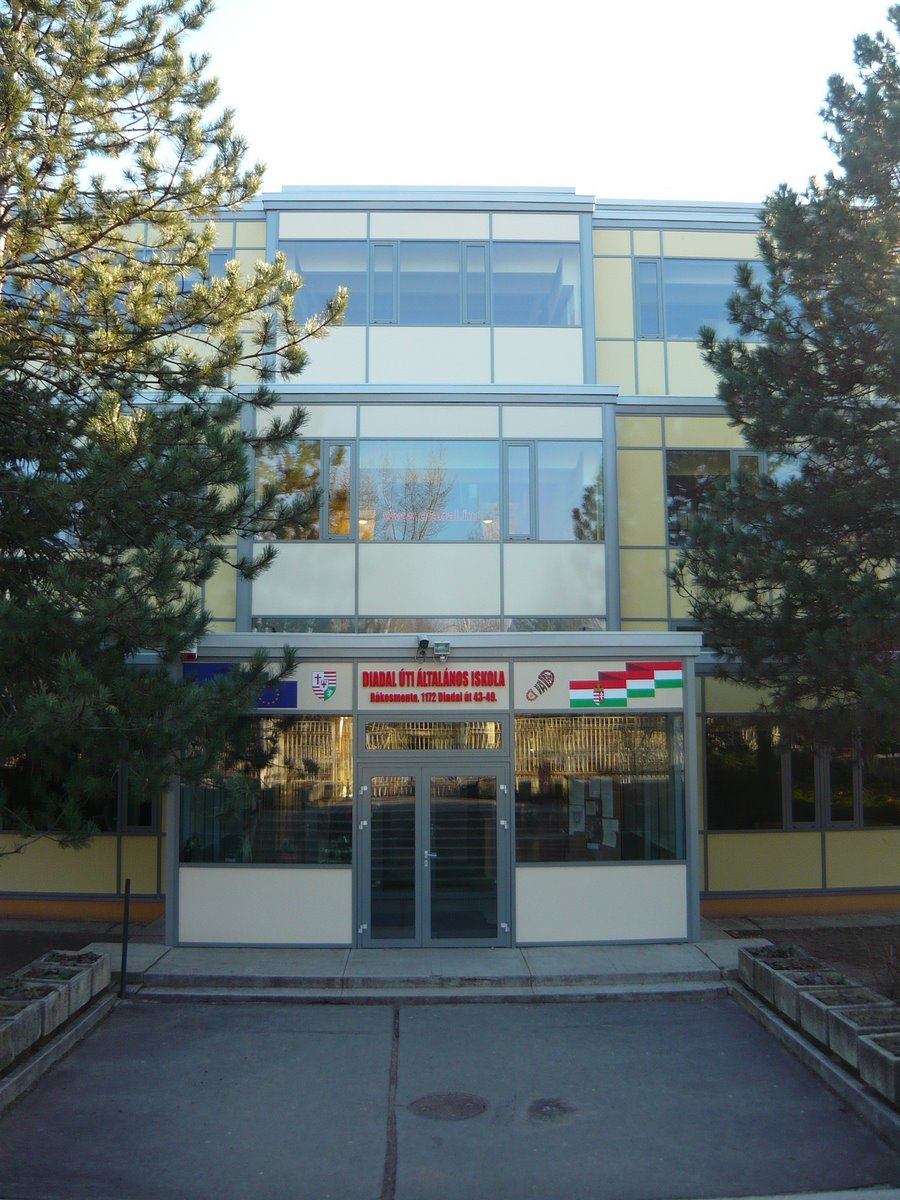
A Diadal utcai Általános Iskola főbejárata

1948 februárjában a Vangel-telepi lakosok (ismét) kérelemmel fordultak a képviselő-testület felé közvilágítás felszerelése tárgyában. A hozott határozat megfogalmazása az akkori időkben szállóigévé válhatott: „A képviselőtestület a Vangel-telepi közvilágítás bővítését szükségesnek tartja, és utasítja a községi elöljáróságot, hogy annak felszerelését tartsa napirenden, és rendelje meg a Phöbus Rt.-nél, amint arra lehetőség nyílik.” Szeptemberben az iskolaépítés ügyét ismét tárgyalta a képviselő-testület. A jegyzőkönyv a következőket tartalmazta: „Községi helyettes-főjegyző ismerteti a Bolza-Vangel-telep lakóinak azon régi kívánságát, melyben a telep részére iskola építését kérik. Bejelenti, hogy ez idő szerint állami támogatásra nem lehet számítani, ezért szükséges, hogy a község részben saját erejéből, részben társadalmi támogatással kezdje meg az iskola építését. Az iskola céljára megfelelő közterület áll rendelkezésre, és megfelelő szervezéssel a telepek lakóinak hathatós támogatása biztosítható. A telepek lakói készséggel hoznának áldozatot az iskolaépítéssel kapcsolatban. Képviselőtestület a Bolza- és Vangel-telep részére az iskola építését múlhatatlanul szükségesnek tartja, és ennek megvalósítása céljából a község lakosságának hozzájárulását igénybe veszi. Utasítja az elöljáróságot, hogy az iskola céljára a közterületet jelölje ki; az iskola tervét készíttesse el, és annak jóváhagyását eszközölje ki.
Indokok: így kellett határozni, mert a két telep tanköteleseinek száma a 300-at meghaladja, akik kénytelenek a több kilométerre fekvő Rákosligeti Általános Iskolát látogatni.”
Végül 1949. április 13-án a képviselő-testület megállapította a község belterületeit. Ez a jegyzőkönyv hivatalosan is igazolja, hogy a Bolza- és Vangel-telep területe Rákoscsaba része volt, a községhez tartozott. Hiába igyekezett a képviselő-testület olyan határozatokat hozni, melyek a Bolza- és Vangel-telep fejlesztésére irányultak, az itt lakók égető problémái ezzel sajnos még nem szűntek meg. Nagy probléma volt a házépítés a parcellázott területeken, ugyanis hiába tudtak a szegény, munkás emberek is telket vásárolni összekuporgatott kis vagyonukból, ha anyag és pénz híján házukat már nem építhették fel. A parcellázás körüli gondokat a lakosság úgy próbálta megoldani, hogy egyesületbe tömörült. A Rákoscsabai Ház- és Telektulajdonosok Egyesülete 1937. április 4-én tartotta alakuló közgyűlését. Az alapítók nagy része a Vangel-telep lakóiból került ki. Az egyesület hivatalos közlönye a Rákoscsaba című helyi lap volt; felelős szerkesztője és kiadója Polgár Dezső. A szerkesztőség és a kiadóhivatal az újtelepi állomásnál lévő Herczog vendéglőben székelt. Az újság évente hatszor jelent meg; egy szám 20 fillérbe került, az egyesületi tagoknak díjtalan volt. A lapot megjelenésétől (1937 októberétől) 1938 márciusáig budapesti nyomdákban nyomták; az áprilisi szám azonban már Rákoscsabán, Bolza-telepen, Kirchner Jenő nyomdájában, az Eperjesi (ma Terény) utcában készült. Az egyesület célja az érdekképviselet volt („az érdekeltek gazdasági és kulturális érdekeinek legmesszebbmenő megvédése és előmozdítása”). Az érdekeltek közé azonban Rákoscsaba minden lakosa beletartozott, hisz az egyesület „működését a község egész területére ki akarta terjeszteni”.
Az egyesület létrejöttével a gondok természetesen nem oldódtak meg azonnal, csak évekkel később, fokozatosan. Mégis óriási előrehaladás volt, hogy egy (néhány éve kialakult) telep lakói így összefogtak; megtették az első lépéseket lakóhelyük, környezetük, társadalmuk fejlesztéséért és fejlődéséért.
Rákoscsaba-Újtelepet 1950. január 1-jével – számos fővároskörnyéki településsel együtt – Rákoscsaba részeként Budapesthez csatolták. Rákoscsaba, Rákoshegy, Rákoskeresztúr és Rákosliget nagyközségek területéből alakult meg a főváros XVII. kerülete. A rendszerváltás után a helyi önkormányzat a kerület elnevezéseként a Rákosmente nevet választotta.
A 2000-es évek elején felvetődött az ötlet, hogy egy új, önállóságát és Rákoscsabától való függetlenségét, de Rákosmentéhez való tartozást jelző nevet kapjon a városrész. A városrészben tevékenykedő Rákoscsaba-Újtelepért Egyesület megtette a szükséges lépéseket és névpályázatot írtak ki 2006-ban, melyre számos ötlet érkezett be, de ezek közül csak 7 név felelt meg a névválasztással kapcsolatos követelményeknek. Az előzetes rostán az alábbi nevek jutottak át: Rákosdomb, Rákoshalma, Rákoshalom, Rákosszéplak, Rákoskút, Rákospihenő, Rákosszépe. Az egyesület belső szavazásán úgy vélték, hogy a két legjobb lehetséges megnevezés a Rákosszéplak és Rákoshalom. A szervezet ezt követően megkereste a Magyar Tudományos Akadémia Földrajzinév-bizottságát is, akik a Rákoshalom megnevezést preferálták. Előbbiek okán 2015 decemberében előzetes szavazást indítottak a városrész átnevezéséről, ahol a szavazásban résztvevők - a városrész teljes lakosságát tekintve igen csekély számban járultak az „urnákhoz”, de úgy döntöttek, hogy Rákosszéplak legyen a városrész új megnevezése. Az eredmény okán az egyesület informális tárgyalásokat folytatott a városvezetőkkel, akik megerősítették, hogy a korábbi nem hivatalos szavazás eredménye nem ügydöntő, aminek okán ők is támogatják egy helyi népszavazás kiírását az ügyben, amennyiben azt a helyi választási bizottság lehetővé teszi.

## Híres helyben lakók
- Litkai Gergely, Karinthy-gyűrűs magyar humorista, forgatókönyvíró, főszerkesztő.
- Dr. Piláth Károly tanár, fizikus, önkormányzati képviselő. 1987-ben a „Kiváló feltaláló” miniszteri kitüntetés arany fokozatában részesült. 2008 novemberében kiérdemelte az Ericsson cég kiváló oktatásért járó díját.

## Civil szervezetek
Rákoscsaba-Újtelepért Egyesület: a városrész legnagyobb civil érdekképviseleti szervezete, mely 1994 eleje óta működik. Az Egyesület célja a helyi érdekek képviselete, a környezet védelme, a térség fejlesztésének szervezése, a rákoscsaba-újtelepi polgárok közösségi és kulturális önszerveződésének előmozdítása. Az szervezet időszaki lapja a Rákoscsaba-Újtelepi Krónika.